# Edward E. Smith
Edward Elmer Smith ([smɪθ]; auch E. E. „Doc“ Smith; * 2. Mai 1890 in Sheboygan, Wisconsin; † 31. August 1965 in Seaside, Oregon) war ein US-amerikanischer Science-Fiction-Schriftsteller. 

## Leben
Smith war nach seinem Chemie-Studium an der Universität von Idaho als Lebensmittelchemiker Leiter chemischer Forschungsabteilungen (1936–1941) und in der US-Armee (1941–1945). Der Roman Die Planetenbasis (in dem erstmals ein Traktorstrahl vorkommt) zeigt, dass Smith in dieser Zeit genauere Kenntnisse in der Herstellung von Sprengstoffen und Munition erwarb. Sein Berufsleben beendete er 1957; danach reiste er im Wohnwagen kreuz und quer durch ganz Nordamerika.
Robert Heinlein und E. E. Smith waren befreundet. Nach Heinleins Beobachtung sind Smiths Helden aus dem wirklichen Leben des Autors entnommen. Smith selbst war großgewachsen, blond, athletisch, intelligent und galant und mit der gutaussehenden, rothaarigen Jeanne Craig MacDougal verheiratet, eine Beschreibung, die auf die Helden der Lensmen-Romane, Kimball Kinnison und Clarissa MacDougal passt.

## Literarisches Schaffen

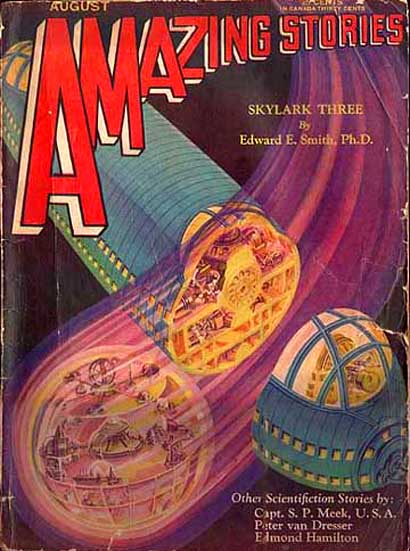
Skylark Three in Amazing Stories, 1930

Bekannt wurde Doc Smith durch seine Science-Fiction-Romanzyklen um die Lensmen und die Skylark.
Die Romane stellen die ersten Beispiele der Space Opera dar, in denen die Helden fortwährend Auseinandersetzungen bestehen müssen. Gleichzeitig fallen die Romane in die Kategorie der echten Hard-SF, die seinerzeit bekannte wissenschaftliche Prinzipien und gesellschaftlich-politische Entwicklungen zu extrapolieren versuchte.
Kritiker sehen E. E. Smiths Romane als klischeebehaftet. Allerdings ist zu bedenken, dass die Romane einige der heute klischeehaft empfundenen Themen erstmals vorstellten.

### Fortsetzungen
Robert Heinlein erwähnte, Smith habe einen siebenten Lensmen-Roman geplant, der offene Handlungsstränge des sechsten Romans (Das Erbe der Lens) abschließend behandeln sollte. Im Nachlass fand sich allerdings kein Manuskript.
Am 14. Juli 1965, gut einen Monat vor seinem Tode, ermächtigte E. E. Smith den Schriftsteller William B. Ellern, den Lensmen-Zyklus fortzusetzen. Dieser veröffentlichte dann New Lensman im Jahre 1976.
Im Jahr 1980 erschien mit Dragon Lensmen der erste von drei Folgeromanen, die von David A. Kyle geschrieben wurden. Als enger Freund von Doc Smith war dieser mit den Plänen für Folgeprojekte bestens vertraut. Mit dem Einverständnis der Erben von Smith schrieb Kyle die schon von Smith selbst geplanten Biographien über Worsel von Valentia, Tregonsee von Rigel IV und Nadreck von Palain VII. Mit dem zehnten Roman der Lensmen-Reihe vollendete er eine für diese Zeit phantastische Saga.

### Unterhaltung
Das Videospiel Spacewar war vom Lensmen-Zyklus inspiriert.
Das GURPS-Rollenspiel enthält ein Modul, welches auf dem Lensmen-Zyklus basiert.

## Auszeichnungen
- 1959: Big Heart Award, für seine Verdienste um die SF-Community
- 1963: First Fandom Hall of Fame Award
- 2004: Science Fiction Hall of Fame, postum aufgenommen

## Bibliografie
Die Serien sind nach dem Erscheinungsjahr des ersten Teils geordnet.
Sind bei den Originalausgaben zwei Erscheinungsjahre angegeben, so ist das erste das des Erstdrucks und das zweite das der Erstausgabe (als Buch).
Skylark of Space (Romanzyklus)
- 1 The Skylark of Space (1928, 1946, mit Lee Hawkins Garby)
  - Deutsch: Geheimformel QX 47 R. Übersetzt von H. G. Zimmerhäckel. Semrau (Der Weltraumfahrer #1), 1958. Auch als: Moewig (Terra #332), 1964. Auch als: Die Abenteuer der Skylark. Übersetzt von Thomas Schlück. Heyne (Heyne Science Fiction & Fantasy #3479), 1976, ISBN 3-453-30365-2.
- 2 Skylark Three (1930, 1948)
  - Deutsch: Aus den Tiefen des Alls. Übersetzt von Heinrich R. Arenz. Balowa / Gebrüder Zimmermann (Balowa Bestseller des Kosmos), 1962. Auch als: Moewig (Terra #334/335), 1964. Auch als: Die Skylark und die Schlacht um Osnome. Übersetzt von Thomas Schlück. Heyne (Heyne Science Fiction & Fantasy #3491), 1976, ISBN 3-453-30381-4.
- 3 Skylark of Valeron (1934, 1949)
  - Deutsch: Im Jenseits verschollen. Moewig (Terra #338/339), 1964. Auch als: Die Skylark und die Sternenwanderer. Übersetzt von Thomas Schlück. Heyne Science Fiction & Fantasy #3503, 1976, ISBN 3-453-30393-8.
- 4 Skylark DuQuesne (1965, 1966)
  - Deutsch: Die Skylark und der Kampf um die Galaxis. Übersetzt von Thomas Schlück. Heyne Science Fiction & Fantasy #3515, 1976, ISBN 3-453-30381-4.
- To the Far Reaches of Space (1928, Kurzgeschichte)
- The Complete Skylark (2003, Sammelausgabe von 1–4)

Lensman (Romanzyklus)
- 1 Triplanetary (1934, 1948)
  - Deutsch: Die Planetenbasis. Übersetzt von Botho Rainer Doddenhof. Balowa / Gebrüder Zimmermann (Balowa Das galaktische Imperium #1), 1960. Auch als: Moewig (Terra #199), 1961. Auch als: Die Planetenbasis. Übersetzt von Thomas Schlück. Heyne (Heyne Science Fiction & Fantasy #3704), 1969. Auch als: Die Planeten-Basis. Übersetzt von Thomas Schlück. Apex (Apex-Science-Fiction-Klassiker #9), 2017, ISBN 978-3-7438-3598-6.
- 2 First Lensman (1950)
  - Deutsch: Die ersten Lensmen. Übersetzt von Botho Rainer Doddenhof. Balowa / Gebrüder Zimmermann (Balowa Das galaktische Imperium #2), 1961. Auch als: Moewig (Terra #204), 1961. Auch als: Die ersten Lensmen. Übersetzt von Thomas Schlück. Heyne (Heyne Science Fiction & Fantasy #3705), 1969. Auch als: Die ersten Lensmen. Übersetzt von Thomas Schlück. Apex (Apex-Science-Fiction-Klassiker #14), 2018, ISBN 978-3-7438-5522-9.
- 3 Galactic Patrol (1937, 1950)
  - Deutsch: Galaktische Patrouille. Übersetzt von Botho Rainer Doddenhof. Balowa / Gebrüder Zimmermann (Balowa Das galaktische Imperium #3), 1961. Auch als: Moewig (Terra #208), 1962. Auch als: Galaktische Patrouille. Übersetzt von Thomas Schlück. Heyne Science Fiction & Fantasy #3708/3709, 1969.
- 4 Gray Lensman (1939, 1951)
  - Deutsch: Die grauen Herrscher. Übersetzt von Botho Rainer Doddenhof. Balowa / Gebrüder Zimmermann (Balowa Das galaktische Imperium #4), 1961. Auch als: Moewig (Terra #213), 1962. Auch als: Die grauen Herrscher. Übersetzt von Thomas Schlück. Heyne Science Fiction & Fantasy #3710/3711, 1969.
- 5 Second Stage Lensmen (1941, 1953)
  - Deutsch: Das zweite Imperium. Balowa / Gebrüder Zimmermann (Balowa Das galaktische Imperium #5), 1961. Auch als: Moewig (Terra #217), 1962. Auch als: Das zweite Imperium. Übersetzt von Thomas Schlück. Heyne Science Fiction & Fantasy #3713/3714, 1969.
- 6 Children of the Lens (1947, 1954)
  - Deutsch: Das Erbe der Lens. Balowa / Gebrüder Zimmermann (Balowa Das galaktische Imperium #6), 1961. Auch als: Moewig (Terra #222), 1962. Auch als: Das Erbe der Lens. Übersetzt von Thomas Schlück. Heyne Science Fiction & Fantasy #3716/3717, 1969.
- Pirates of Space (1934, Kurzgeschichte)
- Atlantis (1948, Kurzgeschichte)
- The History of Civilization (1955, Sammelausgabe 1–6)
- The Fall of Atlantis (1974, Kurzgeschichte)
- Chronicles of the Lensmen, Volume 1 (1998, Sammelausgabe 1–3)
- Chronicles of the Lensmen, Volume 2 (1999, Sammelausgabe 4–6)

Vortex Blaster:
- The Vortex Blaster (1941, Kurzgeschichte)
- Storm Cloud on Deka (1942, Kurzgeschichte)
- The Vortex Blaster Makes War (1942, Kurzgeschichte)
- The Vortex Blaster (1960, auch als Masters of the Vortex)
  - Deutsch: Der Wirbeltöter. Übersetzt von Birgit Reß-Bohusch. Moewig (Terra Nova #68/69), 1969. Auch als: Wächter des Mahlstroms. Übersetzt von Thomas Schlück. Heyne (Heyne Science Fiction & Fantasy #3717), 1977, ISBN 3-453-30461-6.

Family D’Alembert (Romanzyklus, mit Stephen Goldin)
- The Imperial Stars (1964, Kurzgeschichte)
- 1 Imperial Stars (1976)
  - Deutsch: Die stählerne Festung. Übersetzt von Ingrid Rothmann. Bastei Lübbe Science Fiction #21094, 1977, ISBN 3-404-00740-9.
- 2 Stranglers’ Moon (1976)
  - Deutsch: Der Killer-Mond. Übersetzt von Leni Sobez. Bastei Lübbe Science Fiction #21096, 1977, ISBN 3-404-00777-8.
- 3 The Clockwork Traitor (1977)
  - Deutsch: Die Robot-Bombe. Übersetzt von Ingrid Rothmann. Bastei Lübbe Science Fiction #21098, 1977, ISBN 3-404-00794-8.
- 4 Getaway World (1977)
  - Deutsch: Der Asyl-Planet. Übersetzt von Ingrid Rothmann. Bastei Lübbe Science Fiction #21102, 1978, ISBN 3-404-00917-7.
- 5 Appointment at Bloodstar (1978, auch als The Bloodstar Conspiracy)
  - Deutsch: Treffpunkt Todesstern. Übersetzt von Ingrid Rothmann. Bastei Lübbe Science Fiction #21115, 1979, ISBN 3-404-01236-4.
- 6 The Purity Plot (1978)
  - Deutsch: Das Puritaner-Komplott. Übersetzt von Ingrid Rothmann. Bastei Lübbe Science Fiction #21127, 1980, ISBN 3-404-21127-8.
- 7 Planet of Treachery (1982)
  - Deutsch: Verräterwelt. Übersetzt von Ingrid Rothmann. Bastei Lübbe Science Fiction #23055, 1986, ISBN 3-404-23055-8.
- 8 Eclipsing Binaries (1983)
  - Deutsch: Die Doppelgängerfalle. Übersetzt von Ingrid Rothmann. Bastei Lübbe Science Fiction #23058, 1986, ISBN 3-404-23058-2.
- 9 The Omicron Invasion (1984)
  - Deutsch: Die Omikron-Invasion. Übersetzt von Ingrid Rothmann. Bastei Lübbe Science Fiction #22095, 1986, ISBN 3-404-22095-1.
- 10 Revolt of the Galaxy (1985)
  - Deutsch: Tod dem Sternenkaiser. Übersetzt von Ingrid Rothmann. Bastei Lübbe Science Fiction #22097, 1986, ISBN 3-404-22097-8.

Lord Tedric (Romanzyklus, mit Gordon Eklund)
- Tedric (1953, Kurzgeschichte)
- Lord Tedric (1954, Kurzgeschichte)
- 1 Lord Tedric (1978)
  - Deutsch: Lord Tedric. Bastei Lübbe Science Fiction #21154, 1982, ISBN 3-404-21154-5.
- 2 Space Pirates (1979)
  - Deutsch: Raumpiraten. Übersetzt von Peter Pape. Bastei Lübbe Science Fiction #21156, 1982, ISBN 3-404-21156-1.
- 3 Black Knight of the Iron Sphere (1979)
  - Deutsch: Die Raumfestung. Übersetzt von Ralph Tegtmeier. Bastei Lübbe Science Fiction #21160, 1983, ISBN 3-404-21160-X.
- 4 Alien Realms (1980)
- Lord Tedric and Alien Realms (1980, Sammelausgabe von 1 und 4)

Subspace (Romanserie)
- 1 Subspace Explorers (1965)
- 2 Subspace Encounter (1983, mit Lloyd Arthur Eshbach)
- Subspace Survivors (1960, Kurzgeschichte)
  - Deutsch: Die Überlebenden. In: Abenteuer Weltraum. Bastei Lübbe Science Fiction Special #24017, 1981, ISBN 3-404-24017-0.

Romane
- Spacehounds of IPC (1931, 1947)
  - Deutsch: Die interplanetarische Gesellschaft. Moewig (Terra Nova #13/14), 1968. Auch als: Die Jagdhunde des IPC. Übersetzt von Bernd Müller. Bastei Lübbe Science Fiction #21185, 1985, ISBN 3-404-21185-5.
- The Galaxy Primes (1959, 1965)
  - Deutsch: Die Ersten der Galaxis. Übersetzt von Wulf H. Bergner. Heyne Science Fiction & Fantasy #3152, 1969.
- Masters of Space (1961, 1976, mit E. Everett Evans)

Sammlungen
- The Best of E. E. ‘Doc’ Smith (1975)
- Have Trenchcoat – Will Travel and Others (2001)
- The E. E. ‘Doc’ Smith Megapack (2015)

Kurzgeschichten
- What a Course! (1934, auch als Robot Nemesis)
  - Deutsch: Roboter-Nemesis. In: Abenteuer Weltraum 2. Bastei Lübbe Science Fiction Special #24051, 1984, ISBN 3-404-24051-0.
- The Challenge from Beyond (Teil #3, 1935)
- Doctor DuQuesne’s Ruse (1994)
- Full Time Nurse (2001)
- Motorsickle Cop (2001)
- Nester of the Caramints (2001)